# ダクトー県
ダクトー県（ダクトーけん、ベトナム語：Huyện Đắk Tô?）は、ベトナム社会主義共和国コントゥム省の県。面積は509.24 km²、人口は40,100人（2019年）である。

## 行政区画
1市鎮10社から構成される。